# Ёко, Таро
Таро Ёко (яп. 横尾 太郎 Ёко: Таро:); род. 6 июня 1970, Нагоя) — японский геймдизайнер и сценарист компьютерных игр. Начав свою карьеру в ныне несуществующей игровой компании Cavia, он стал известен благодаря своей работе над серией Action/RPG Drakengard и двумя её ответвлениями: NieR и его продолжением, NieR: Automata.
Для игр Ёко характерны нестандартные геймдизайнерские и сценарные решения; их повествования часто включают в себя исследование тёмных аспектов души человека, темы безумия и убийства. Сам Ёко описывал свой подход к написанию сценариев как работу «от конца к началу», где в первую очередь создаётся финал игры, а потом — важные сюжетные моменты, «эмоциональные пики», призванные привязать игрока к персонажам. Из-за того, что он не любит фотографироваться, он обычно носит маску, когда даёт интервью или представляет игры.

## Биография
Родился в Нагое, Айти, 6 июня 1970 года. Родители часто отсутствовали дома по работе, поэтому его в основном воспитывала бабушка, которая оказала на него сильное влияние. В юности он услышал об инциденте, повлиявшего на его последующую работу в качестве сценариста: пока знакомый находился на улице с группой друзей, один из них, который шёл по краю крыши здания, поскользнулся и упав, умер. Сцена, о которой Ёко услышал, хотя и была «ужасающей», но также имела некоторый юмористический элемент. Учился в Университете дизайна Кобе и окончил его в марте 1994 года. Женат на Юкико Ёко, иллюстраторе, которая работала над серией Taiko no Tatsujin, а также над Drakengard 3.

### Карьера
Изначально не намеревался делать карьеру в видеоиграх. Его первая работа после окончания университета была дизайнером 3D CGI для Bandai Namco Games (тогда Namco Limited) через месяц после выпуска из университета. В 1999 году присоединился к Sugar & Rockets Inc., ныне несуществующему стороннему разработчику, принадлежащему Sony Computer Entertainment. В 2001 году, через год после поглощения Sugar & Rockets компанией Sony, Ёко получил работу в Cavia. Работая в Cavia, присоединился к команде Drakengard. Сопродюсер игры Такуя Ивасаки должен был взять на себя и роль режиссёра, но из-за занятости на других проектах предложил занять эту должность Ёко. Также помог создать сценарий и персонажей, а также написал сценарий совместно с Савако Натори. Во время производства игр Ёко был недоволен количеством изменений, запрошенных консультативным советом игры. Дошло до того, что он решил, что не будет работать над другим Drakengard, но позже передумал и участвовал в создании сиквела.
После завершения Drakengard 2 Ёко начал работу над третьей частью. Первоначальная концепция была переработана до такой степени, что игра была переименована в NieR, спин-офф Drakengard. После того, как проект был выпущен, а Cavia была поглощена AQ Interactive, Ёко покинул компанию и занялся независимой карьерой. В этот период он участвовал в разработке игры Square Enix Monster × Dragon. Много лет спустя Ёко объединился с сотрудниками, работавшими над его предыдущими проектами, чтобы создать полноценный триквел Drakengard. В 2015 году Ёко объявил, что основал собственную компанию под названием Bukkoro, в которой работают Ёко, его жена Юкико и Хана Кикучи, писательница и сценарист Nier и Drakengard 3.в 2023 году был выпущен аниме-телесериал Nier: Automata Ver1.1a, сценарий для которого Таро написал в соавторстве с режиссёром Рёдзи Масуямой.

## Образ
Ёко заявлял о своей сильной неприязни к интервью. Он считает, что темы, о которых говорят разработчики игр, являются слишком скучными для общественности. Обычно Ёко появляется на публике в маске. Он считает, что разработчикам игр лучше не показываться на глаза общественности, чтобы она не разочаровывалась. Ёко также заявлял, что любит быть прямолинейным, когда высказывает своё мнение, поскольку считает, что фанаты видеоигр заслуживают честность.

## Работы

### Видеоигры
| Год  | Название                              | Роль                                     |
| ---- | ------------------------------------- | ---------------------------------------- |
| 1996 | Alpine Racer 2                        | Дизайнер фона                            |
| 1998 | Time Crisis II                        | Дизайнер фона                            |
| 2000 | Chase the Express                     | Планировщик                              |
| 2001 | Phase Paradox                         | Геймдизайнер, визуальный дизайнер        |
| 2003 | Drakengard                            | Директор, сценарист                      |
| 2005 | Drakengard 2                          | Видеомонтажёр                            |
| 2010 | NieR                                  | Директор, сценарист                      |
| 2011 | Monster × Dragon                      | Помощник сценариста                      |
| 2012 | Demons' Score                         | Содиректор                               |
| 2013 | Drakengard 3                          | Креативный директор, сценарист           |
| 2017 | Nier: Automata                        | Директор, сценарист                      |
| 2017 | SINoALICE                             | Креативный директор                      |
| 2019 | Final Fantasy XIV                     | Сценарист рейда «YoRHa: Dark Apocalypse» |
| 2021 | NieR Reincarnation                    | Креативный директор                      |
| 2021 | NieR Replicant ver.1.22474487139…     | Креативный директор                      |
| 2021 | Voice of Cards: The Isle Dragon Roars | Креативный директор                      |
| 2022 | Voice of Cards: The Forsaken Maiden   | Креативный директор                      |
| 2022 | Voice of Cards: The Beasts of Burden  | Креативный директор                      |

### Книги и манга
| Год  | Название                                                      | Роль                             |
| ---- | ------------------------------------------------------------- | -------------------------------- |
| 2013 | Drag-on Dragoon: Utahime Five                                 | Руководитель                     |
| 2013 | Drag-on Dragoon: Shi ni Itaru Aka                             | Руководитель                     |
| 2014 | Drag-on Dragoon 3: Story Side                                 | Руководитель                     |
| 2014 | Thou Shalt Not Die                                            | Автор идеи                       |
| 2018 | NieR:Automata: Long Story Short                               | Автор идеи                       |
| 2018 | NieR:Automata: Short Story Long                               | Автор идеи                       |
| 2020 | NieR:Automata — YoRHa Boys                                    | Руководитель                     |
| 2021 | Game Creators of Biography (Yoko Taro Chapter)                | Писатель, персонаж повествования |
| 2022 | YoRHa: Pearl Harbor Descent Record — A NieR:Automata Story 01 | Автор идеи                       |
| 2023 | YoRHa: Pearl Harbor Descent Record — A NieR:Automata Story 02 | Автор идеи                       |

### Аниме-сериалы
| Год  | Название               | Роль                          |
| ---- | ---------------------- | ----------------------------- |
| 2023 | Nier: Automata Ver1.1a | Автор оригинала, руководитель |

### Театральные постановки
| Год  | Название                    | Роль                     |
| ---- | --------------------------- | ------------------------ |
| 2014 | YoRHa Stage Play, Ver. 1.0  | Автор идеи, руководитель |
| 2015 | YoRHa Stage Play, Ver. 1.1  | Автор идеи, руководитель |
| 2016 | Thou Shalt Not Die Zero     | Сценарист                |
| 2018 | YoRHa Musical Ver. 1.2      | Автор идеи, сценарист    |
| 2018 | YoRHa Boys Ver. 1.0         | Автор идеи, сценарист    |
| 2019 | Thou Shalt Not Die Zero_KAI | Сценарист                |
| 2019 | YoRHa Ver. 1.3a             | Автор идеи, сценарист    |
| 2020 | YoRHa Ver. 1.3aa            | Автор идеи, сценарист    |
| 2020 | YoRHa Girls Ver. 1.1a       | Автор идеи, сценарист    |
| 2021 | Bakuken                     | Автор идеи, сценарист    |